# Жарки (Локнянський район)
Жарки (рос. Жарки) — присілок в Локнянському районі Псковської області Російської Федерації.
Населення становить 71 особу. Входить до складу муніципального утворення Михайловская волость.

## Історія
Від 2015 року входить до складу муніципального утворення Михайловская волость.

## Населення
| 2001 | 2002 | 2010 |
| ---- | ---- | ---- |
| 123  | ↘105 | ↘71  |